# U.S. F2000 National Championship
| U.S. F2000 National Championship | U.S. F2000 National Championship |
| -------------------------------- | -------------------------------- |
| Kategoria                        | Wyścigi samochodowe              |
| Region                           | Stany Zjednoczone                |
| Pierwszy sezon                   | 1990                             |
| Nadwozie                         | Élan                             |
| Silnik                           | Ford                             |
| Silnik                           | Mazda                            |
| Opony                            | Cooper Tires                     |
| Obecny mistrz kierowców          | Florian Latorre                  |
| Obecny mistrz zespołów           | Cape Motorsports                 |

U.S. F2000 National Championship (oficjalnie Cooper Tires presents the U.S. F2000 National Championship powered by Mazda) – seria wyścigowa samochodów jednomiejscowych organizowana od 1990 roku w Stanach Zjednoczonych pod szyldem Formuły Ford. Seria należy do programu Mazda Road to Indy.

## Mistrzowie
| Sezon                     | Mistrz                    | B-Division         | Oval Crown        | Eastern States Triple Crown | Western States Triple Crown  |
| ------------------------- | ------------------------- | ------------------ | ----------------- | --------------------------- | ---------------------------- |
| 1990                      | Vince Puleo               | Paul McKee         |                   |                             |                              |
| 1991                      | Craig Taylor              | Danny Ragland      |                   |                             |                              |
| 1992                      | Chris Simmons             | Victor Calderone   |                   |                             |                              |
| 1993                      | Chris Simmons             | Rick Brunner       |                   |                             |                              |
| 1994                      | Clay Collier              | Jeff Beck          |                   |                             |                              |
| 1995                      | Jeret Schroeder           | Jon Groom          |                   |                             |                              |
| 1996                      | Steve Knapp               | Jon Groom          | Allen May         | Steve Knapp                 | Jason Bright                 |
| 1997                      | Zak Morioka               |                    | Zak Morioka       |                             |                              |
| 1998                      | David Besnard             |                    | David Besnard     |                             |                              |
| 1999                      | Dan Wheldon               |                    |                   |                             |                              |
| 2000                      | Aaron Justus              | Tom Dyer           |                   |                             |                              |
| 2001                      | Jason Lapoint             | Scott Rubenzer     |                   |                             |                              |
| 2002                      | Bryan Sellers             | Kip Meeks          |                   |                             |                              |
| 2003                      | Jonathan Bomarito         | Chris Dona         |                   |                             |                              |
| 2004                      | Bobby Wilson              | Greg Pizzo         |                   |                             |                              |
| 2005                      | Jay Howard                |                    |                   |                             |                              |
| 2006                      | J. R. Hildebrand          |                    |                   |                             |                              |
| 2007–2009, nie rozgrywano | 2007–2009, nie rozgrywano | Zespół             | Klasa narodowa    | edycja zimowa               | edycja zimowa klasa narodowa |
| 2010                      | Sage Karam                | Andretti Autosport | Ardie Greenameyer |                             |                              |
| 2011                      | Petri Suvanto             | Andretti Autosport | Luca Forgeois     | Zach Veach                  |                              |
| 2012                      | Matthew Brabham           | Cape Motorsports   | Henrik Furuseth   | Spencer Pigot               | James Dayson                 |
| 2013                      | Scott Hargrove            | Cape Motorsports   | Scott Rettich     | Neil Alberico               | James Dayson                 |
| 2014                      | Florian Latorre           | Cape Motorsports   |                   | R. C. Enerson               |                              |